# 1830

## Събития
- Френска окупация на Алжир.
- 4 октомври – Белгия се обявява за независима държава от Холандия.
- 20 декември – Независимостта на Белгия е призната от Великите сили.
- 31 август – Едуин Биърд Бадинг получава патент за изобретяването на косачката.

## Родени
- Панайот Хитов, български революционер
- Перестю, валиде султан
- Виктор Румпелмайер, австрийски архитект
- Петър Арабаджията, български революционер
- Филип Тотю, български хайдутин и революционер
- 18 януари – Григор Пърличев, български възрожденец, писател и преводач
- 8 февруари – Абдул Азис, султан на Османската империя
- 15 март – Паул фон Хайзе, немски писател, поет, драматург
- 12 май г. – Алексей Саврасов, руски художник-пейзажист, передвижник († 1897 г.)
- 20 май г. – Ектор Мало, френски писател
- 8 юли – Александра Йосифовна, велика руска княгиня
- 18 август – Франц Йозеф, император на Австро-Унгария
- 8 септември – Фредерик Мистрал, френски поет
- 15 септември – Порфирио Диас, мексикански политик
- 3 декември – Фредерик Лейтън, английски художник
- 10 декември – Емили Дикинсън, американска поетеса

## Починали
- 22 януари – Анастасиос Каратасос, гръцки революционер
- 17 март – Лоран Сен Сир, френски маршал
- 6 април – Уилям Хамилтън, британски дипломат и археолог
- 16 май – Жан Батист Жозеф Фурие, френски математик и физик
- 26 юни – Джордж IV, британски крал
- 26 август – Карл-Фридрих Фален, шведски учен
- 15 септември – Уилям Хъскисън, британски политик
- 8 декември – Бенжамен Констан, швейцарски писател
- 17 декември – Симон Боливар, латиноамерикански революционер

Вижте също:
- календара за тази година